# Martin O'Neill
Martin Hugh Michael O'Neill, OBE, (Kilrea, 1 de março de 1952) é um ex-futebolista e treinador de futebol norte-irlandês. Atualmente está sem clube.

## Jogador
Como jogador, teve seus melhores momentos no Nottingham Forest. Pelo clube inglês, foi campeão nacional em 1978. Depois, a equipe, comandada com a mão de ferro de Brian Clough, surpreenderia ainda mais ao faturar duas vezes seguidas a Copa dos Campeões da UEFA, igualando-se momentaneamente ao Liverpool e superando por um tempo o Manchester United como a maior equipe inglesa a faturar o mais importante torneio europeu de clubes.
Jogou pela Irlanda do Norte neste período, realizando sua última partida pela seleção em 1984, quando já havia deixado o Forest - na Copa do Mundo de 1982, o primeiro mundial dos norte-irlandeses desde o de 1958, era jogador do Manchester City, onde reencontrou seu ex-colega de Forest Trevor Francis.
Na Copa, O'Neill seria o capitão de um time que não fez feio, avançando à segunda fase contra todos os prognósticos - afinal, o feito só foi alcançado após histórica vitória sobre a anfitriã Espanha.

## Treinador
Como técnico, O'Neill faria também sucesso, e em quase todos os clubes que passou. No Wycombe Wanderers, onde ficou entre 1990 e 1995, levou a equipe da quinta divisão inglesa à terceira. Após passagem pouco vistosa na sua ex-equipe do Norwich City, voltaria a ter bons resultados (e títulos) no Leicester City, assumindo o clube na segunda divisão e chegando a deixá-lo em oitavo lugar na Premier League, além de duas conquistas na Copa da Liga Inglesa. Saiu do Leicester em 2000 e pouco depois a equipe entraria em decadência, sendo rebaixada.
Deixara o Leicester para treinar o Celtic. Ganhou três vezes a Scottish Premier League e foi adorado pela torcida do clube escocês também por ser da minoria católica (religião associada à equipe de Glasgow) da Irlanda do Norte.
Com os bons resultados, sua contratação pelo Aston Villa foi bastante comemorada pelos torcedores do clube de Birmingham. O'Neill ajudou os Villains a lutarem pelas primeiras posições da Premier League após várias temporadas em que ficavam apenas no meio da tabela e revelando bons jogadores para a Seleção Inglesa (para a qual já chegou a ser cotado).